# Ivan Nikčević
Ivan Nikčević (serbio:Иван Никeвић; 11 de febrero de 1981, Nikšić, Yugoslavia) es un exjugador profesional de balonmano serbio que jugaba de extremo izquierdo. Su último equipo fue el BM Benidorm de la Liga Asobal. Fue un componente de la selección de balonmano de Serbia.
Nikčević firmó su primer contrato profesional con el RK Estrella Roja de Belgrado. Con los serbios fue una vez campeón de liga y de copa y fue elegido por primera vez durante ese período al combinado nacional. En 2005 decidió trasladarse a España, para jugar en la Liga ASOBAL con el BM Altea. En el verano de 2007, el BM Altea, retiró su licencia como equipo de primera dvisión por culpa de los problemas económicos, y fue contratado por el Balonmano Ciudad de Almería. Un año más tarde, sería traspasado al Portland San Antonio, a cambio de Adrián Crowley. Tras militar en la 2010-11 en el BM Granollers, en 2011, fue fichado por el BM Valladolid, para sustituir al noruego Håvard Tvedten.
Con la selección de Serbia, ha disputado los Europeos de 2010 y 2012, donde consiguió la medalla de plata. También fue parte del Mundial de 2011.

## Equipos
- RK Estrella Roja de Belgrado (1999-2005)
- BM Altea (2005-2007)
- BM Ciudad de Almería (2007-2008)
- Portland San Antonio (2008-2010)
- BM Granollers (2010-2011)
- Cuatro Rayas Valladolid (2011-2012)
- Orlen Wisła Płock (2012-2016)
- Sporting CP (2016-2020)
- BM Benidorm (2020-2023)[3]

## Palmarés

### Estrella Roja
- Liga de Yugoslavia (2004)
- Copa de Yugoslavia (2004)

### Sporting CP
- Liga de Portugal de balonmano (2): 2017, 2018

### Selección nacional

#### Campeonato de Europa
- Medalla de Plata en el Campeonato Europeo de Balonmano Masculino de 2012.